# Jay Ellis
Wendell Ramone Ellis Jr. (Sumter, Carolina del Sur; 27 de diciembre de 1981) es un actor estadounidense. Es conocido por interpretar a Bryce "Blueprint" Westbrook en The Game y a Lawrence Walker en Insecure. En 2019 tuvo un papel en la película Escape Room.

## Filmografía

### Cine y televisión
| Year | Title                                    | Role                                  | Notes                      |
| ---- | ---------------------------------------- | ------------------------------------- | -------------------------- |
| 2010 | Triple Standard                          | Lewis                                 | Cortometraje               |
| 2011 | Hatched: A Tale of Great Egg-spectations | Jay                                   | Cortometraje               |
| 2011 | Let's Do This!                           | Ugandan Thug #1 / Ceiling Mop Ugandan | Película de TV             |
| 2012 | Election Eve                             | Jeff                                  | Cortometraje               |
| 2013 | Movie 43                                 | Lucious                               | segmento "Victory's Glory" |
| 2013 | Dear Secret Santa                        | Brad                                  | Película de TV             |
| 2014 | Mass Shooting News Team                  | Unknown                               | Cortometraje               |
| 2014 | The Black Bachelor                       | Unknown                               | Cortometraje               |
| 2015 | My Favorite Five                         | Jonathan Colburn                      |                            |
| 2015 | November Rule                            | James Avedon                          |                            |
| 2015 | Breaking Through                         | Quinn                                 |                            |
| 2015 | Twelve Steps                             | Ray                                   | Cortometraje               |
| 2016 | Like Cotton Twines                       | Micha Brown                           |                            |
| 2016 | Shortwave                                | Robert                                |                            |
| 2018 | In a Relationship                        | Dexter                                |                            |
| 2019 | Escape Room                              | Jason Walker                          |                            |
| 2020 | Top Gun: Maverick                        |                                       |                            |
| 2023 | Somebody I Used to Know                  | Sean                                  |                            |
| 2024 | Freaky Tales                             | Sleepy Floyd                          |                            |